# Veronica anagalloides subsp. anagalloides
Veronica anagalloides subsp. anagalloides é uma subespécie de planta com flor pertencente à família Scrophulariaceae. 
A autoridade científica da subespécie é Guss., tendo sido publicada em Pl. Rar. 5, tab. 3 (1826).

## Portugal
Trata-se de uma subespécie presente no território português, nomeadamente em Portugal Continental.
Em termos de naturalidade é nativa da região atrás indicada.

## Protecção
Não se encontra protegida por legislação portuguesa ou da Comunidade Europeia.